# Ron Acks
Ronald William Acks (Herrin, 3 de octubre de 1944-21 de noviembre de 2023) es un exjugador estadounidense de fútbol americano que ocupaba la posición de linebacker en la Liga Nacional de Fútbol (del inglés: National Football League). Además, jugó fútbol americano universitario en la Universidad de Illinois, siendo reclutado por los Minnesota Vikings en el Draft de la NFL de 1966 y por los New York Jets en el Draft de la AFL del mismo año; jugó además en los Atlanta Falcons (1968-1971), New England Patriots (1972-1973) y Green Bay Packers (1974-1976).

## Estadísticas en temporada regular
| 1            | 1971 | 12 | 05-12-1971 | 27-063 | ATL |  | OAK | G 24-13 | 1 | 0  | 0 |
|              |      |    |            |        |     |  |     |         |   |    |   |
| 2            | 1973 | 1  | 16-09-1973 | 28-348 | NWE |  | BUF | P 13-31 | 1 | 11 | 0 |
|              |      |    | 2 juegos   |        |     |  |     |         | 2 | 11 | 0 |
| Notas: 1. 2. |      |    |            |        |     |  |     |         |   |    |   |